# Bunium kuhitangi
Bunium kuhitangi là một loài thực vật có hoa trong họ Hoa tán. Loài này được Nevski mô tả khoa học đầu tiên năm 1937.